# Plectiscus callidulus
Plectiscus callidulus là một loài tò vò trong họ Ichneumonidae.